# Sven Andersson (labdarúgó, 1963)
Sven Andersson (Strömstad, 1963. október 6. –) svéd labdarúgókapus.
A svéd válogatott tagjaként részt vett az 1988. évi nyári olimpiai játékokon és az 1990-es labdarúgó-világbajnokságon.